# EC Ferroviário
Der Esporte Clube Ferroviário war ein Fußballverein aus Tubarão im brasilianischen Bundesstaat Santa Catarina.

## Geschichte
Ferroviário wurde am 20. Februar 1944 gegründet. Anfang der 1950er Jahre nahm der Klub erstmals an Spielen der Staatsmeisterschaft von Santa Catarina teil. An der 1950er Ausgabe, welche 1951 ausgetragen wurde, empfing man am 4. März den Figueirense FC (0:4–Niederlage). 1952 weihte Ferroviário sein Stadion ein. Ein zweiter Auftritt erfolgte in der 1954er Ausgabe statt. Auch diese fand zeitversetzt 1955 statt, wobei in dem Jahr eine zweite Meisterschaft stattfand und fortan die Ausgabe und Jahreszahl identisch waren. Ferroviário erreichte die Finalspiele. In diesen musste sich der Klub im Hinspiel beim Caxias FC mit 3:6 geschlagen geben. Das Rückspiel endete 2:2 und Ferroviário konnte die Vizemeisterschaft feiern. Danach folgten weitere Beteiligungen in unregelmäßigen Abständen. 1970 schloss man die Staatsmeisterschaft mit 16 Siegen und sieben Unentschieden in 28 Spielen als Gruppenbester ab und wurde damit Staatsmeister.
Im Mai 1992 ging der Klub in dem Tubarão FC auf, welcher auf einer Initiative einer Gruppe von Geschäftsleuten und Direktoren von Ferroviário gegründet wurde, um einen Klub zu schaffen, welcher um Titel mitkämpfen konnte.

## Teilnahme an Fußballwettbewerben
| Wettbewerb          | Teilnahmen                                                         |
| ------------------- | ------------------------------------------------------------------ |
| Staatsmeisterschaft | 23× – 1950, 1954, 1957, 1959–1961, 1964–1971, 1976–1977, 1985–1991 |
| Staatspokal         | 03× – 1990, 1991, 1992                                             |

## Erfolge
- Staatsmeisterschaft von Santa Catarina – Vizemeister: 1954
- Staatsmeisterschaft von Santa Catarina: 1970